# La Chine est proche
Pour plus de détails, voir Fiche technique et Distribution.
La Chine est proche (titre original : La Cina è vicina) est un film italien réalisé par Marco Bellocchio, sorti en 1967.

## Synopsis
Dans une petite ville du Nord de l'Italie, Camillo, adolescent maoïste, n’approuve pas que son frère Vittorio, comte richissime, se présente aux élections municipales comme candidat socialiste. Camillo tente, avec des camarades, de saboter la campagne électorale de Vittorio.

## Fiche technique
- Réalisation : Marco Bellocchio
- Scénario : Marco Bellocchio, Elda Tattoli
- Photographie : Tonino Delli Colli
- Montage : Roberto Perpignani
- Musique : Ennio Morricone
- Décors : Mimmo Scavia
- Producteurs : Franco Cristaldi, Oscar Brazzi
- Pays d'origine :  Italie
- Format : Noir et blanc — 35 mm — 1,66:1 — Son : Mono
- Genre : Film dramatique
- Durée : 107 minutes
- Dates de sortie : 
  -  France : 7 juin 1968

## Distribution
- Glauco Mauri : Vittorio
- Elda Tattoli : Elena
- Paolo Graziosi : Carlo
- Daniela Surina : Giovanna
- Pierluigi Aprà : Camillo
- Alessandro Haber : Rospo
- Claudio Trionfi : Giacomo
- Laura De Marchi : Clotilde
- Claudio Cassinelli : Furio
- Rossano Jalenti
- Mimma Biscardi
- Gianbattista Bassi
- Sandro Berdondini
- Remigio Bettoli
- Giuseppe Longanesi
- Ondina Longanesi
- Gustavo Mazzini
- Izza Mazzini
- Irma Silimbani
- Giuliano Todeschini
- Luigi Vannini
- Sofia Zanelli

## Récompenses
- Grand prix du jury et prix FIPRESCI à la Mostra de Venise 1967